# Mimudea placens
Mimudea placens là một loài bướm đêm trong họ Crambidae.